# 苦肉計
苦肉計（くにくけい、くにくのけい）とは、兵法三十六計の第三十四計にあたる戦術。人間というものは自分を傷つけることはない、と思い込む心理を利用して敵を騙す計略である。日本では苦肉の策（くにくのさく）、苦肉の計（くにくのけい）、苦肉の謀（くにくのはかりごと）ともいう。

## 概要
人間は自分で自分を害することはない。ある人に害があれば、それは他人から受けたものだ（ある人を「害そう、攻撃しよう」と主張する人間が、その人の配下や工作員であるはずがない）。また、もし本当に自分で自分を害したのであれば、その理由はやむにやまれぬものであるはずと判断する傾向がある。この心理を利用すれば、虚実を入れ替えて、たやすく人を欺くことができる。
（苦肉計を行う者は）自分が間者となり敵を欺こうとしていることになる。自分から離反した人間（あるいは「離反した」と自称する工作員）を使って、敵が自分を攻撃するように誘う工作や、敵と呼応する工作を仕掛けるなら（自分を害するように仕向けているのであるから、それらは）みな苦肉の計の類である（敵はこれを計略だとは思わず本気にして騙される）。

## 事例
鄭の武公が胡を討つに先立って娘を嫁がせ、胡の討伐を進言した関其思を殺して胡を油断させたことや、前漢初め、斉への使者である酈食其が同盟を結んだ後に韓信が斉を攻撃して、酈食其が斉で烹殺されたことは、苦肉計の例である（酈食其の場合は韓信が同盟を結んだことを無視して攻撃したため、結果的に苦肉計となった）。

### フィクションにおける事例
この策の例として特に有名なものが、小説『三国志演義』の赤壁の戦いにおいて描かれ、黄蓋が周瑜に献じた偽計である。周瑜率いる劉備・孫権連合軍は曹操軍の艦隊を焼き払うためこの奇策を実行し成功させた。
赤壁に布陣した連合軍に対し、曹操軍は3倍という兵数であった。周瑜配下の黄蓋はこの劣勢を前に有力な対抗案を出せないとして司令官である周瑜を罵倒。これを咎めた周瑜は兵卒の面前で黄蓋を下半身鞭打ちの刑に処した。これにより重傷を負った黄蓋は、敵である曹操軍に投降を申し出る。一連の出来事は間者が報告していたため、曹操はこれを受け入れて一旦自軍へ招く。しかし黄蓋の書面を見て策を看破し、「私を苦肉の計で騙そうというのか」と言うが、孫権軍の使者である闞沢が曹操を丸め込んで黄蓋の投降を成功させる。
偽装投降に成功した黄蓋は曹操軍に放火することに成功し、曹操軍は壊滅。こうして劉備・孫権連合軍は曹操軍の撃退に成功した。

## 意味の変化
「苦肉の策」という慣用句は「苦し紛れに生み出した手段・方策」という意味で使用されているが、本来、苦し紛れの意味はない。